# Downtown (stad)

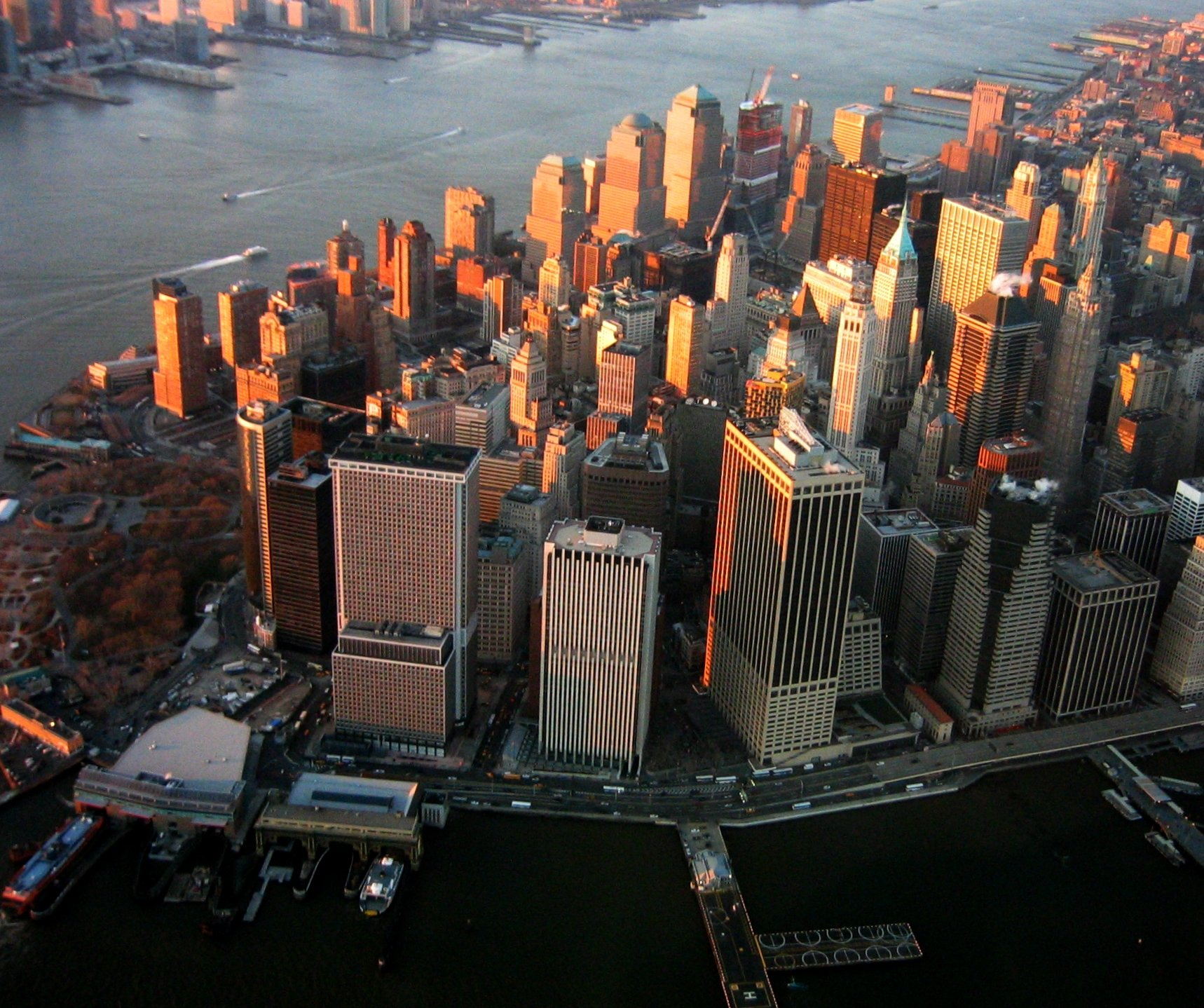
Downtown Manhattan

Downtown is een term die voornamelijk wordt gebruikt in Noord-Amerika door Engels-sprekenden om te verwijzen naar de kern, het centrum of het zakendistrict van een stad. De term werd voor het eerst gebruikt in New York, om de oorspronkelijke stad op het eiland van het zuidpunt van Manhattan te definiëren. De term werd later overgenomen door andere steden in de Verenigde Staten en Canada. De wijken die ver van het centrum gelegen zijn, worden vaak aangeduid met uptown.